# Конгалах мак Конайнг Куйрре

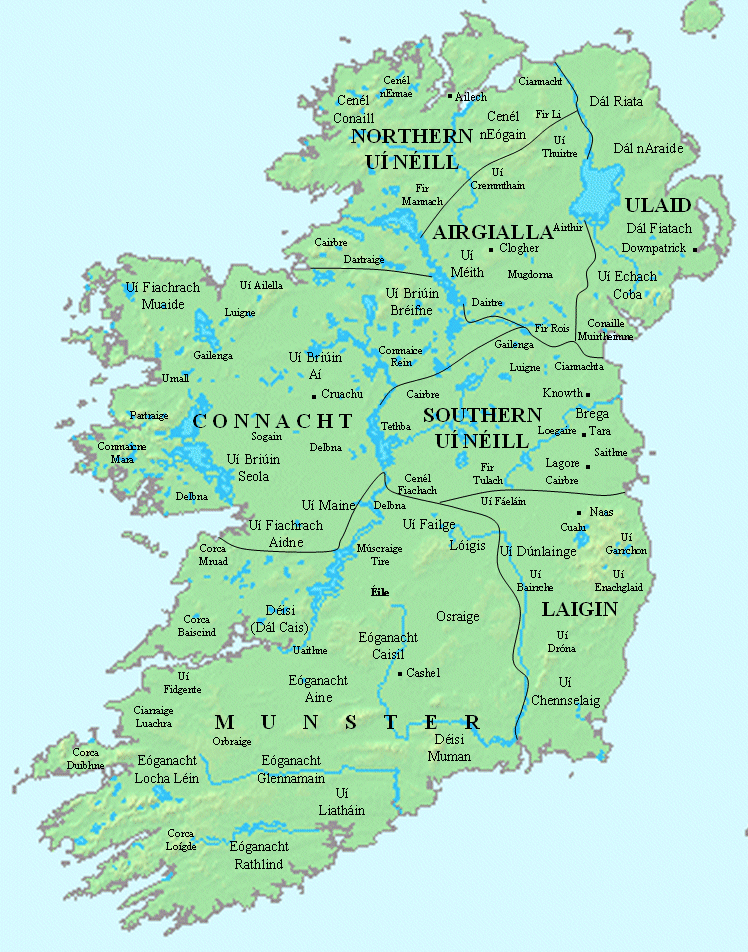
Ирландия в Раннее Средневековье

Конгалах мак Конайнг Куйрре (др.‑ирл. Congalach mac Conaing Cuirre; умер в 696) — король Наута (Северной Бреги; 662—696) и король всей Бреги (695—696) из рода Сил Аэдо Слане.

## Биография
Конгалах был одним из сыновей первого короля Северной Бреги Конайнга Куйрре. Он принадлежал к Уи Хонайнг, одной из двух основных ветвей рода Сил Аэдо Слане. После гибели отца в 662 году Конгалах унаследовал его владения — Наут (или Северную Брегу). Контролируемые им земли располагались на северном берегу реки Лиффи. Резиденция правителей Наута находилось на территории одноимённого древнеирландского кургана.
Бо́льшая часть правления Конгалаха мак Конайнг Куйрре прошла в междоусобных воинах с представителями другой ветви Сил Адо Слане, Уи Хернайг, правившими Лагором (или Южной Брегой). Первое свидетельство о Конгалахе в ирландских анналах датировано 688 годом, когда он потерпел поражение в сражении при Имлех Пихе. Его победителем был король Лагора Ниалл мак Кернайг Сотал. Конгалах сумел спастись бегством, но его союзники, король кианнахтов Дуб да Инбер и правитель Конайлли Муиртемне Уархрид Уа Оиссине, пали на поле боя. По свидетельству «Фрагментарных анналов Ирландии», после этого поражения земли кианнахтов были завоёваны и племя утратило свою независимость. Сражение при Имлех Пихе произошло во время междуцарствия, когда Финснехта Пиролюбивый удалился в монастырь и между ирландскими правителями началась борьба за обладание титулом верховного короля Ирландии. Междоусобицы в Бреге продолжались около года. Они завершились в 689 году, когда Финснехта снова возвратил себе титул верховного короля.
В 695 году Конгалах мак Конайнг Куйрре и его родственник Аэд мак Длутайг из Фир Хул Брег убили в Греллах Доллайд верховного короля Ирландии Финснехту Пиролюбивого и его сына Брессала. Согласно «Анналам Тигернаха» и ирландской саге «Борома», Финснехта и его сын погибли в бою, но по свидетельству «Фрагментарных анналов Ирландии» убийство было совершено в шатре Конгалаха и Аэда.
Данные, содержащиеся в «Анналах Ульстера», позволяют сделать предположение, что после устранения Финснехты Конгалах мак Конайнг Куйрре выказал притязания и на титул верховного короля Ирландии. Его конкурентом в обладании этим титулом был король Кенел Конайлл Лоингсех мак Энгуссо. Вероятно, междуцарствие в Ирландии продолжалось около года. Только после смерти Конгалаха в 696 году Лоингсех стал упоминаться в исторических источниках как верховный король.
После смерти Конгалаха мак Конайнг Куйрре престол Наута и титул короля всей Бреги перешёл к его брату Иргалаху.
Конгалах мак Конайнг Куйрре был отцом трёх сыновей — Амалгайда, Фергала и Суибне. Первый из них, также как и его отец, был королём Бреги.